# Chironomus trinigrivittatus
Chironomus trinigrivittatus är en tvåvingeart som beskrevs av Tokunaga 1940. Chironomus trinigrivittatus ingår i släktet Chironomus och familjen fjädermyggor. Inga underarter finns listade i Catalogue of Life.